# 甲佐町立甲佐小学校
甲佐町立甲佐小学校（こうさちょうりつ こうさしょうがっこう）は、熊本県上益城郡甲佐町にある小学校。

## 沿革
- 1873年（明治6年） - 雲漢舎創立。
- 1878年（明治11年） - 仁田子に校舎を建設し、公立甲佐小学校と改称
- 1885年（明治18年） - 寒野小学校を支校とする
- 1886年（明治19年） - 豊内小学校を廃止し校舎を本校に移す
- 1891年（明治24年） - 豊内に分教室を置く
- 1893年（明治26年） - 寒野支校を分離
- 1896年（明治29年） - 現在地に甲佐尋常小学校校舎落成
- 1902年（明治33年） - 甲佐尋常高等小学校と改称
- 1941年（昭和16年） - 甲佐国民学校と改称
- 1947年（昭和22年） - 甲佐町立甲佐小学校と改称
- 2009年（平成21年） - 甲佐町立宮内小学校を統合